# Houtaud
Houtaud là một xã trong vùng hành chính Franche-Comté, thuộc tỉnh Doubs, quận Pontarlier, tổng Pontarlier, Cộng hoà Pháp. Tọa độ địa lý của xã là 46°54' vĩ độ bắc, 06°18' kinh độ đông. Houtaud nằm trên độ cao trung bình là 811m trên mực nước biển, có điểm thấp nhất là 807 mét và điểm cao nhất là 901 mét. Xã có diện tích 7.89 km², dân số vào thời điểm 1999 là 804 người; mật độ dân số là 102 người/km².

## Thông tin nhân khẩu
| 1962 | 1968 | 1975 | 1982 | 1990 | 1999 |
| ---- | ---- | ---- | ---- | ---- | ---- |
| 199  | 206  | 418  | 427  | 603  | 804  |

## Địa điểm tham quan
Nhà thờ Saint-Antoine được xây dựng năm 1703.